# Munot
Le Munot est une construction imposante faisant partie des fortifications de la ville de Schaffhouse dans le canton de Schaffhouse (Suisse). La forteresse domine la vieille ville, elle a longtemps été le symbole de la puissance de la cité rhénane.

## Historique de la construction
- 6 novembre 1563 : le Conseil de la ville décide de construire une nouvelle forteresse d'artillerie.
- 1564 : début de la construction.
- 1589 : achèvement des travaux.

## Histoire

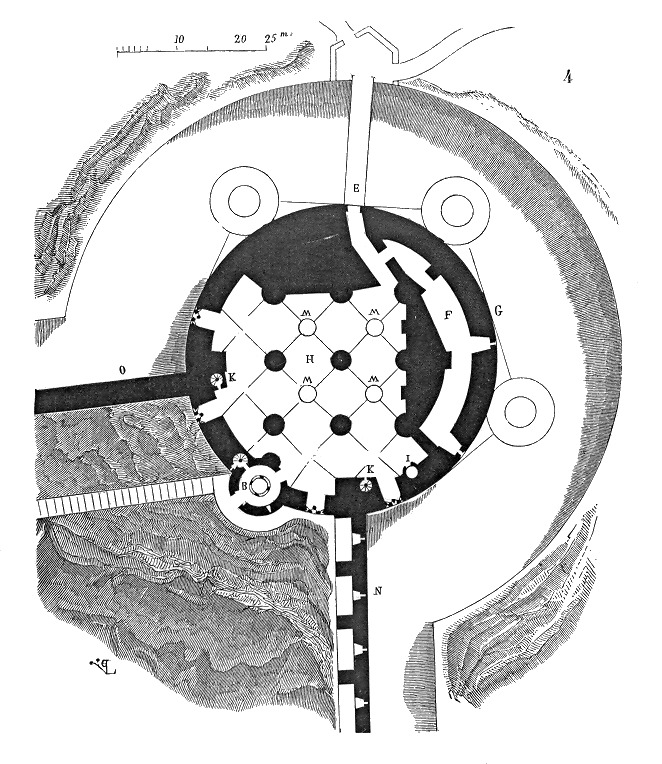
Plan du Munot réalisé par Eugène Viollet-le-Duc en 1854.

En 1958.

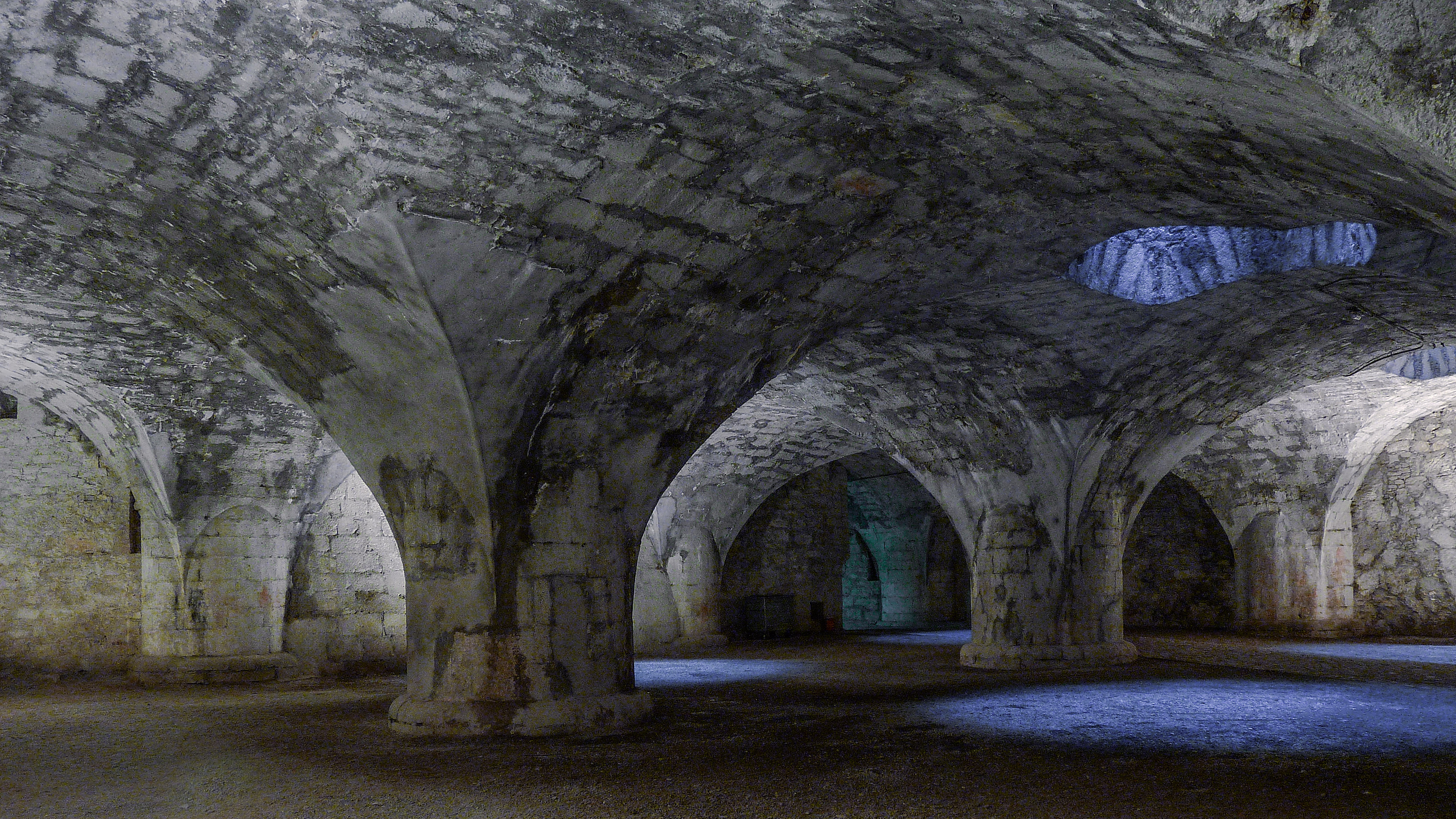
Les voûtes de la casemate.

### Contexte
La puissance de l'artillerie ayant fait des progrès considérables durant les 25 ans de son édification, l'utilité du Munot fut mise en doute dès l'achèvement des travaux. Souvent appelé « fort » Munot, cet édifice est une tour plutôt qu'un fort puisqu'il s'agit d'un édifice fermé renfermant une immense et unique casemate à canons couverte d'épaisses voûtes supportant une plate-forme à l'air libre. C'est l'un des derniers ouvrages de l'époque dite de « La crise du boulet métallique », époque qui a débuté au milieu du siècle précédent. En effet, à partir des années 1450 apparaissent les premiers boulets en fonte. Ces projectiles n'éclataient pas à l'impact comme le faisaient les boulets de pierre utilisés jusqu'alors. Leur effet était destructeur sur les vieilles maçonneries médiévales. Parallèlement à l'apparition du boulet métallique, les progrès de la métallurgie permirent de fabriquer des canons plus résistants, mieux usinés donc plus précis (moins de perte de pression des gaz lors du départ du coup). La poudre noire fit à la même époque de considérables progrès : ses mélanges furent mieux dosés, plus homogènes et sa force explosive augmentée, elle permit des tirs réguliers, bien plus précis et plus puissants qu'avant.  L'artillerie devint, en à peine une cinquantaine d'années, une arme redoutable, ce qu'elle n'avait pas été jusqu'alors.
Face à ces progrès de l'artillerie, la seule parade valable trouvée par les ingénieurs militaires fut d'épaissir considérablement les maçonneries. Ainsi, dès les années 1450/60 apparurent de nouvelles fortifications munies fréquemment de murs de 4 ou 5 mètres d'épaisseur, voire plus. Ainsi, le fort de Salses, dans le Roussillon (FR), alors territoire espagnol, fut bâti à l'extrême fin du XVe siècle avec des murs dépassant par endroits les 10 mètres d'épaisseur. Le château de Dijon (malheureusement détruit au XIXe siècle) avait des tours et des courtines épais de 5 mètres.  Quant aux vieilles fortifications du Moyen Âge, à défaut de les détruire pour en bâtir de nouvelles, on se contenta souvent d'en doubler l'épaisseur des murs, de les « enchemiser » sous une couche supplémentaire de maçonnerie. Mais ces réponses architecturales, souvent empiriques, n'étaient pas suffisantes pour parer efficacement aux effets destructeurs de la nouvelle artillerie.
C'est alors que vers les années 1530, dans l'Italie du Nord, apparut un nouveau concept qui allait révolutionner pour des siècles tous les principes de fortification connus jusqu'alors : le plan bastionné.  Non seulement le bastion, avec son plan fait de lignes tendues, supprimait les angles morts inhérents aux tours circulaires, mais aussi ces nouvelles fortifications bastionnées étaient moins hautes, semi-enterrées et cernées par de larges fossés au plan savamment calculé. Concept novateur et efficace, le bastion allait se répandre très rapidement dans toute l'Europe. Ainsi, en France, le roi François Ier fit édifier vers 1540 la ville de Vitry-le-François en Champagne et le roi de Navarre fit construire l'enceinte bastionnée de Navarrenx située aux frontières du Béarn.

### Anachronisme
La tour Munot, construite à partir de 1563 selon les « vieux » principes architecturaux des décennies précédentes fut donc anachronique dès son édification car elle ne tenait absolument pas compte des avantages de cette nouvelle fortification bastionnée, elle semblait même en ignorer totalement l'existence. Munot n'est toutefois pas une exception, d'autres fortifications un peu partout en Europe furent encore élevées à la même époque par des architectes paraissant méconnaître l'existence des bastions. Mais sans doute n'en faut-il pas rejeter la responsabilité uniquement sur les ingénieurs militaires, ceux-ci n'ayant pas toujours été libres de leurs créations mais souvent soumis aux exigences de commanditaires pas toujours au courant des dernières nouveautés ou carrément rétrogrades aux idées nouvelles. Peut-être fut-ce le cas pour la tour Munot.
L'anachronisme de la tour Munot en fait son principal intérêt aujourd'hui. Elle permet d'admirer, « dans son jus », quasiment intact depuis la fin du XVIe siècle, le degré de savoir que les architectes de la « crise du boulet métallique » avaient atteint. De nos jours, l'étude et l'observation de ce monument permettent de constater que ce degré avait en fait atteint ses limites et que le vieux concept des tours d'artillerie, si puissantes et si imposantes fussent-elles, ne pouvait plus guère évoluer. Il était grand temps que, faisant table rase du passé, les bastions apparaissent...  
Ainsi, la tour Munot nous apparaît-elle aujourd'hui comme un monstre de pierre presque aveugle, possédant de nombreux défauts de conception (par exemple : une poterne s'ouvrant du côté de l'attaque, percée dans un mur très épais et aveugle qui ne permet pas de défendre efficacement cette porte), une formidable carapace circulaire bourrée d'angles morts et dotée de peu de canonnières si l'on considère la taille imposante du monument (le percement de canonnières affaiblissant les murailles) Les constructeurs tentèrent de supprimer une partie des angles morts par l'édification de « moineaux » (casemates d'artillerie petites et basses implantées dans le fossé, au pied des murailles et qui étaient censées empêcher l'assaillant d'utiliser le fossé pour s'approcher du pied de la forteresse). La qualité des maçonneries de Munot est remarquable par la régularité des lits de moellons et le soin apporté à la taille de ceux-ci. On relève aussi nombreux petits détails esthétiques tels que les deux cordons en légère saillie ceinturant la tour et qui, faisant office de larmiers pour le ruissellement de l'eau de pluie, soulignent aussi le niveau du sol du rez-de-chaussée ainsi que celui de la plate-forme supérieure, ou  bien la beauté de la vis d'escalier desservant les différents niveaux.

### XVIIIesiècleetXIXesiècle
En 1799, le Munot est occupé par les troupes françaises.
Dès le début du XIXe siècle, le Munot perdit toute importance stratégique et fut transformé en carrière.
En 1826, à l'initiative de Johann Jakob Beck (1786-1868), professeur de dessin à l'école cantonale, on commença la restauration de l'ouvrage. En 1854, dans son Dictionnaire raisonné de l’architecture française du XIe au XVIe siècle, Eugène Viollet-le-Duc étudie en détail l'architecture de la forteresse, qu'il détaille dans son article « Boulevard ».

## Visites
La forteresse peut être visitée selon les horaires suivants :
- du 1er mai au 30 septembre : de 8 h à 20 h
- du 1er octobre au 30 avril : de 9 h à 17 h.

## Accès
- bus n° 4 depuis la gare
- à pied : 15 min depuis la gare
- en voiture : jusqu'au parking « Munot ».